# André Aumerle
André Aumerle (16 février 1907 – 24 octobre 1990) est un coureur cycliste français. Il a participé à trois épreuves des Jeux olympiques d'été de 1928.

## Palmarès
- 1925
  - 2e de Paris-Dreux
- 1926
  -  Champion de France des sociétés
  - Paris-Reims
  - Paris-Troyes
  - 3e de Paris-Rouen
- 1927
  -  Champion de France sur route amateurs
  -  Champion de France des sociétés
  - Paris-Évreux
  - 2e de Paris-Reims
- 1928
  -  Champion de France des sociétés
  - 5e du championnat du monde sur route amateurs
  - 8e de la course en ligne des Jeux olympiques
- 1929
  - Paris-Rouen
  - 3e de Paris-Évreux
  - 5e du championnat du monde sur route amateurs
- 1930
  - Circuit de la Somme
- 1931
  - 2e du Grand Prix d'Issoire